# Nhã Ca
Nhã Ca, tên thật là Trần Thị Thu Vân (sinh 1939), là một nữ văn sĩ người Việt với nhiều tác phẩm viết thời Việt Nam Cộng hoà, hiện định cư ở Hoa Kỳ.

## Tiểu sử
Nhã Ca sinh trưởng tại Huế đến năm 1960 thì vào Sài Gòn nơi bà bắt đầu viết văn. Trong thời gian 1960 - 1975, 36 tác phẩm của bà được xuất bản gồm nhiều thể loại như thơ, bút ký và tiểu thuyết. Một số tác phẩm của bà lấy xứ Huế làm trọng điểm.
Theo lời kể của ông Nguyễn Đắc Xuân (nhà văn) thì bà vốn là một nữ sinh Huế (cùng thế hệ với Nguyễn Đắc Xuân), bỏ học Trung học vào Sài Gòn đi theo Trần Dạ Từ - một người Bắc di cư. Trần Dạ Từ viết báo chống các Phong trào tranh đấu chống Mỹ, hai vợ chồng Trần Dạ Từ và Nhã Ca là hai cây viết tâm lý chiến của Đài Tự do của Mỹ (Đài có nhiệm vụ tuyên truyền chiêu hồi và viết bài tấn công về tư tưởng đối với binh lính đối phương)
Cũng vì nội dung trong những tác phẩm của bà, sau năm 1975, Nhã Ca bị chính quyền giam hai năm vì tội "biệt kích văn hóa" (có cuốn sách mang tên là ‘Biệt Kích Văn Hoá’ do các học giả, nhà văn ủng hộ Mặt trận giải phóng như Trần Văn Giàu, Lữ Phương, Vũ Hạnh... viết về 10 tác giả miền Nam. Trong sách này, ngoài bà có Hồ Hữu Tường, Nguyễn Mạnh Côn, Nhất Hạnh, Doãn Quốc Sỹ, Võ Phiến...). Trong tù, bà bị biệt giam và chính quyền tiến hành chính sách "khoan hồng, nhân đạo của Đảng" nhằm hạ gục uy tín của bà. Chính cuốn Giải khăn sô cho Huế bị liệt vào hạng tối kỵ, trưng bày trong "Nhà Triển Lãm Tội Ác Mỹ Ngụy" là chứng tích kết tội bà. Chồng bà, nhà văn Trần Dạ Từ, thì bị giam 12 năm. Do sự can thiệp của hội Văn Bút Quốc tế phối hợp với hội Ân xá Quốc tế và thủ tướng Thuỵ Điển Ingvar Carlsson, bà được sang Thuỵ Điển tỵ nạn. Năm 1992 bà cùng gia đình sang California định cư và lập hệ thống Việt Báo Daily News tại Quận Cam.
Theo nhà văn Nguyễn Đắc Xuân thì cặp vợ chồng Trần Dạ Từ - Nhã Ca còn từng phụ trách nguyên cả một chương trình của đài Á Châu Tự do (RFA) của Mỹ

## Tác phẩm
| 1. Nhã Ca mới (1965) 2. Đêm nghe tiếng đại bác (1966) 3. Bóng tối thời con gái (1967) 4. Khi bước xưống (1967) 5. Người tình ngoài mặt trận (1967) 6. Sống một ngày (1967) 7. Xuân thì (1967) 8. Những giọt nắng vàng (1968) 9. Đoàn nữ binh mùa thu (1969) 10. Giải khăn sô cho Huế (1969) đoạt Giải Văn chương Quốc gia Việt Nam Cộng hòa năm 1970 (tái bản ở Hoa Kỳ năm 2008) 11. Một mai khi hòa bình (1969) 12. Mưa trên cây sầu đông (1969) 13. Phượng hoàng (1969) 14. Tình ca cho Huế đổ nát (1969) 15. Dạ khúc bên kia phố (1970) 16. Tình ca trong lửa đỏ (1970) 17. Đời ca hát (1971) 18. Lặn về phía mặt trời (1971) 19. Trưa áo trắng (1972) 20. Tòa bin-đing bỏ không (1973) 21. Bước khẽ tới người thương (1974) v.v... |

Phim Đất khổ do Hà Thúc Cần sản xuất và hoàn tất năm 1973, đã một phần dựa theo cuốn Giải khăn sô cho Huế và Đêm nghe tiếng đại bác, do Nhã Ca viết đối thoại.
Tại hải ngoại, bà tiếp tục sáng tác, như: 
1. Hồi ký một người mất ngày tháng
2. Đường Tự Do Sài Gòn (2006).

Tác phẩm dịch ra ngoại ngữ:
1. Đêm nghe tiếng đại bác đã được Liêu Truong dịch sang tiếng Pháp với tựa Le cannon tonnent la nuit
2. Đoàn nữ binh mùa thu được Barry Hilton dịch sang tiếng Anh với tựa The Short Timers
3. Giải khăn sô cho Huế được giáo sư sử học đại học Texas A&M,Olga Dror, dịch sang tiếng Anh với tựa Mourning Headband for Hue (2014)[8]
4. Phim Đất khổ được hãng Remis phát hành với tên Land of Sorrows

### Bút kýGiải khăn sô cho Huế
Theo đài RFA, 40 năm trôi qua (tới 2008) nhưng quanh sự việc xảy ra tại Huế, vẫn chưa xác nhận ra ai chịu trách nhiệm , cho nên hồi ký Giải khăn sô cho Huế, miêu tả lại hầu như toàn cảnh biến cố Tết Mậu Thân tại Huế vẫn còn được tìm đọc. Cuốn sách đã bị tịch thu và bị thiêu hủy sau 1975, tác giả phải vào tù, tường thuật lại những biến động với người dân Huế trong cuộc tổng công kích Tết Mậu Thân. Vào thời điểm đó Nhã Ca rời Sài gòn ra Huế để dự tang lễ của thân phụ rồi bị kẹt lại trong thành phố. Tác giả tuyên bố đã thấy tận mắt, hoặc thu thập từ những nhân chứng khác về những cuộc truy lùng, bắt giữ, những trận đánh, những ngôi mả tập thể... Trong sách có viết về ba nhân vật có thật, mà sau này đã có gặp mặt nói chuyện với tác giả, trước khi bà được phép rời Sài Gòn sang Thụy Điển tị nạn. Đó là giáo sư Lê Văn Hảo, nguyên Chủ tịch UBND Cách mạng Thành phố Huế, nhà văn Hoàng Phủ Ngọc Tường, nguyên Tổng Thư ký Liên Minh Các Lực lượng Dân tộc Dân Chủ Và Hòa Bình Thành phố Huế, và nhà văn Nguyễn Đắc Xuân, một phụ tá của Hoàng Phủ Ngọc Tường. Nhân dịp tưởng niệm 40 năm biến cố Tết Mậu thân, nhà xuất bản Việt Báo đã cho tái xuất bản sách này Trong cuộc phỏng vấn với Thuy Khuê của đài RFI, Hoàng Phủ Ngọc Tường đã cảm ơn Nhã Ca đã viết trong cuốn Giải Khăn Sô Cho Huế, là ông đã không về Huế trong biến cố Mậu Thân, chứng minh ông không có trách nhiệm gì về "những thảm sát ở Huế" mà người khác vu oan cho ông.
2014, sách này được giáo sư sử học đại học Texas A&M, tiến sĩ Olga Dror, dịch sang tiếng Anh với tựa Mourning Headband for Hue và được Indiana University Press xuất bản. Olga Dror là người Nga đã sang Việt Nam học từ 1982 cho tới 1987, tuy nhiên chỉ bắt đầu đọc văn học miền Nam khi bà theo học tại Đại học Cornell. Về lý do chọn dịch tác phẩm này sang Anh Ngữ, Tiến sĩ Dror cho biết, “Tôi nghĩ 'Giải Khăn Sô Cho Huế' là một cuốn rất quan trọng bởi nó không chỉ mô tả về thường dân mà nó còn là tiếng nói của văn học miền Nam. Phần lớn các tác phẩm xuất hiện trong thời chiến tranh được dịch ra tiếng Anh đều từ miền Bắc. Tôi nghĩ người Mỹ cũng phải nghe tiếng nói của miền Nam vì đó là một bộ phận cốt yếu trong cuộc xung đột kia.
Nhưng theo nhà văn Nguyễn Đắc Xuân (1 trong 3 nhân vật có thật được nhắc đến trong sách) thì đây là một tác phẩm có nội dung tuyên truyền để đánh lạc hướng dư luận trong nước và trên thế giới nên đã nhận được giải Văn chương Quốc gia do chính phủ Việt Nam Cộng Hòa tặng năm 1970. Cuốn sách đã vu oan cho rất nhiều nhân sĩ, trí thức ủng hộ quân Giải phóng mà trong số đó nổi bật là ba nhân vật "Tường - Xuân - Phan". Sau này, khi tình cờ gặp ông Xuân, Nhã Ca công nhận là cuốn sách đã hư cấu nên nhiều chuyện về ông Xuân và những người đồng đội của ông, khiến ông Xuân phải chịu oan nhiều tiếng xấu về sau. Nhã Ca nói lý do việc mình hư cấu như sau: "viết ký thì phải có những con người bằng xương bằng thịt mình biết rõ ràng mới hay, chứ anh nghĩ lính giải phóng ở miền Bắc vào tôi nào có biết ai đâu"

### Phê bình
- Một nhân vật được đề cập trong cuốn sách, nhà văn Hoàng Phủ Ngọc Tường nói với Thuy Khuê, đài RFI năm 1997: "Dù có một số sự việc không đúng sự thực, do có hoặc không có dụng ý của tác giả, Giải Khăn Sô Cho Huế đối với tôi, vẫn là một bút ký hay, viết về Huế Mậu Thân; hàng chục năm qua đọc lại, tôi vẫn còn thấy quặn lòng. Chị Nhã Ca làm tôi liên tưởng tới Nỗi Buồn Chiến tranh của Bảo Ninh."[11]
- 25/2/15, Trung tâm Nghiên cứu Đông Nam Á của Đại học California Berkeley đã có buổi giới thiệu bản dịch tiếng Anh của Olga Dror, Giáo sư sử học đại học này Peter Zinoman nhận định: “Giải khăn sô cho Huế là tài liệu lịch sử quan trọng nhất về biến cố Tết Mậu Thân ở Huế và khi tìm hiểu về cuộc chiến Việt Nam cần đọc nó bên cạnh All Quiet in the Western Front và những tác phẩm khác.”[13]
- Năm 2008, khi biết cuốn sách được tái bản với nội dung như cũ, Nguyễn Đắc Xuân trả lời đài RFA: "Năm 1969 Nhã Ca viết sách trong lúc chạy loạn, viết trong trường hợp bà tưởng tôi chết rồi, bà viết để lấy tiền của chính phủ Thiệu... để sống, tôi có thể hiểu được nên tôi không giận gì bà. Nay bà đã biết tôi còn sống, bà đã biết rõ không có chuyện tôi giết người, không có chuyện tôi ngồi xử án ai vậy tại sao bà còn hạ bút viết trong hồi ký những điều ác nhân đến như thế? Nếu bà sống với tôi cùng trong một nền pháp luật tôi sẽ đưa bà ta ra tòa về tội vu khống... Riêng tôi-Nguyễn Đắc Xuân, bao giờ Nhã Ca chưa có lời xin lỗi, chưa xoá bỏ tất cả những lời vu khống tội ác cho tôi trong tất cả tác phẩm của bà thì trong hồi ký của tôi sẽ có những Phụ lục đời đời lên án bà"[1]

## Nhận xét
Trong sách Văn Học Miền Nam (quyển "Thơ Miền Nam"), nhà văn Võ Phiến đã nhận định về Nhã Ca như sau: 
"Sống giữa một thời không còn cấm kỵ, mà sôi nổi, mà cực đoan, Nhã Ca mạnh dạn tự mình chọn lựa tình yêu của mình, con đường hạnh phúc của mình, con đường đời của mình. Bà không ngần ngại bỏ nhà ra đi, đổi họ thay tên, phiêu lưu trong cái nghề viết văn làm báo. Tự do, bà thích nói đến tiếng ấy: tự do trong thể xác, trong đời mình..."
Và văn chương bà, dù là văn chương viết về tuổi trẻ, vẫn trĩu nặng ưu tư. Nghệ thuật của bà là cuộc đời trước mặt. Ở bà, cá nhân là chính trị, là xã hội. Bà có chân dung đầy góc cạnh nhọn, như những bức tranh của Braque, của Picasso.
Nhã Ca là một nhà văn độc lập và bất khuất, bà cũng là một tiêu biểu rõ rệt nhất cho nền văn chương nhân bản của miền Nam trong thời kỳ 1954-1975.

## Thơ Nhã Ca
| ...Tôi làm con gái Một lần yêu người Một lần mãi mai Bây giờ chưa thôi Tôi là con gái Bao nhiêu tuổi đây Bấy lần ngây dại Buồn không ai hay (trích Nhã ca thứ nhất) ...Chợt tiếng buồn xưa động bóng cây Người đi chưa dạt dấu chân giày Bàn tay nằm đó không ngày tháng Tình ái xin về với cỏ may. | Và lá mùa xanh cũng đỏ dần Còn đây niềm hối tiếc thanh xuân Giấc mơ choàng dậy tan hình bóng Và nỗi tàn phai gõ một lần. (trích Thanh Xuân) ...Quả phượng vừa khô trên nhánh cao Cây vừa hiu quạnh cổng trường sâu Tôi về ngó lại thời con gái Thành phố già nua những gốc sầu Tóc hết thời xanh, tuổi hết dài Hồn bưng bình mật đắng tương lai Xa chàng thức dậy khi chiều tối Những ngón tay mềm vuốt mặt tôi (trích Bàn tay chàng) |

## Trần Dạ Từ
Trần Dạ Từ sinh năm 1940, tên thật là Lê Hạ Vĩnh, sinh ra tại Hải Dương. Ông theo gia đình di cư vào Nam năm 1954 khi đất nước chia cắt, định cư tại Sài Gòn, nơi ông bắt đầu làm thơ và viết báo, trở thành một thi sĩ được yêu thích trong giới văn nghệ miền Nam. Đầu thập niên 1960 ông cộng tác với Nguyên Sa làm tờ Gió Mới.
Năm 1963 ông bị chính quyền Ngô Đình Diệm bắt giam vì bất đồng chính kiến.
Sau ngày 30/4/1975, Trần Dạ Từ cũng như vợ Nhã Ca, bị chính quyền Cộng sản Việt Nam bắt giữ vì bị xem là “biệt kích văn hóa”. Ông bị giam cầm từ năm 1976 đến 1988. Thời gian này ông cho ra đời hàng loạt bài thơ, nổi tiếng nhất là "Hòn đá làm ra lửa" dài hơn 4000 câu.
Năm 1989, dưới sự bảo trợ của chính phủ Thụy Điển, gia đình ông được sang nước này sinh sống, đến năm 1992 lại di cư sang quận Cam, California, Hoa Kỳ. Tại đây cùng với Nhã Ca, ông xuất bản tờ Việt Báo.
Tác phẩm:
- Thuở làm thơ yêu em (Sài Gòn, 1960)
- Tỏ tình trong đêm (Sài Gòn, 1965)
- Nụ cười trăm năm (Viết tại Mỹ, chưa xuất bản)
- Thơ Trần Dạ Từ (Mỹ, 2018)